# Harziger Sägeblättling
Der Harzige Sägeblättling  (Neolentinus adhaerens, Syn. Lentinus adhaerens) ist eine Pilzart aus der Familie der Blättlingsverwandten (Gloeophyllaceae).

## Merkmale

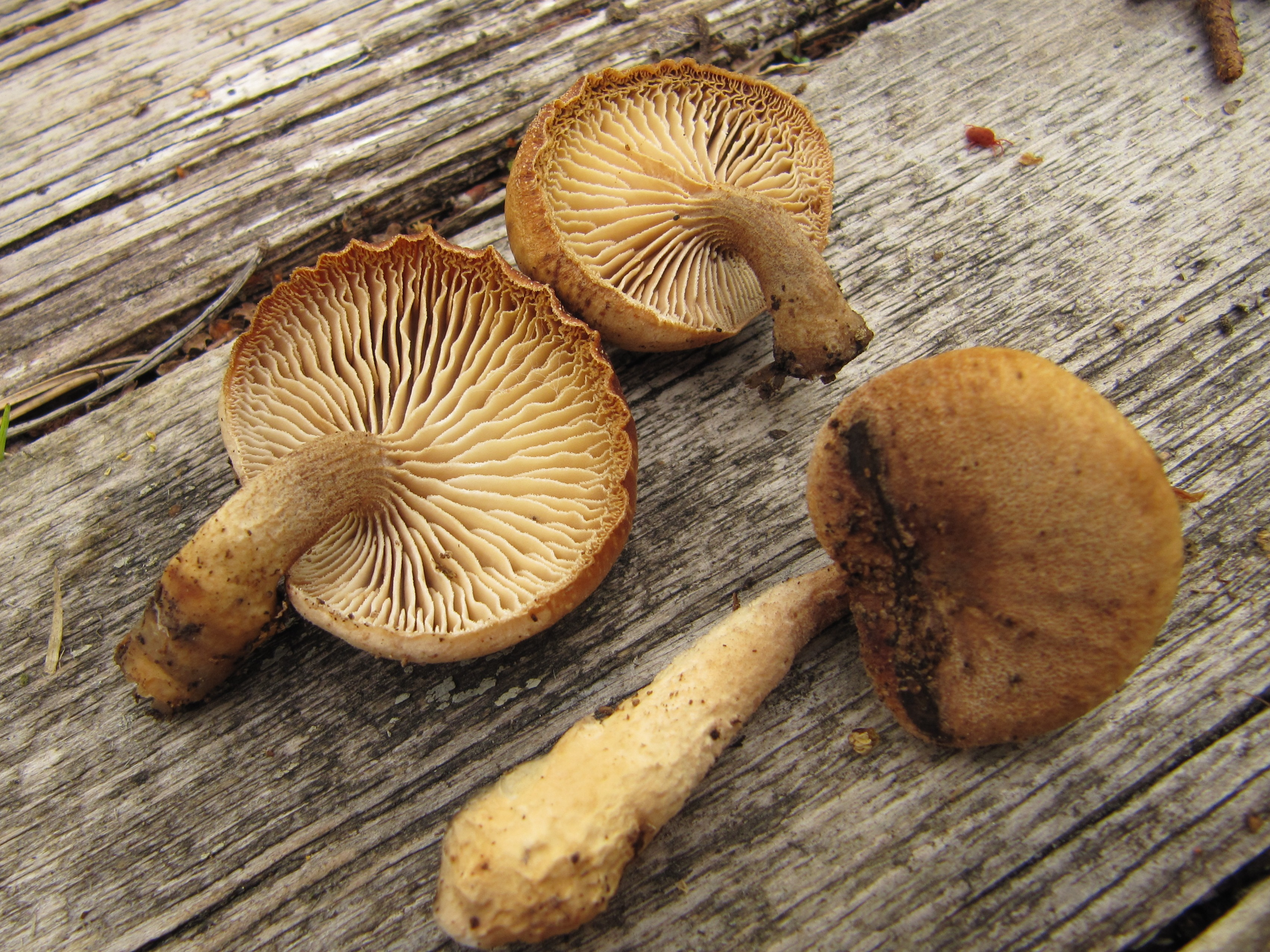
Blick auf die Lamellen des Harzigen Sägeblättlings mit den gesägten Lamellenschneiden

Der Harzige Sägeblättling bildet 3–6 cm breite Fruchtkörper von variabler Form, die gewölbt, gebuckelt, genabelt oder trichterförmig ausgebildet sein können. Die Hutoberfläche ist samtig-feinfilzig, mit einem zuerst bernsteinbraunen, später rötlichen, harzig-klebrigen Überzug. Die Farbe der Oberseite ist zuerst ein schmutziges Weiß, oder Hellbeige, das bei älteren Exemplaren zu nussbraun nachdunkelt. Die anfangs weißlichen, später stroh- bis ledergelben Lamellen sind breit, sind am Stiel buchtig ausgerandet und laufen strichartig am Stiel herab. Die im Alter braunrandige Lamellenschneide ist feingesägt bis schartig und sondert harzige Tropfen ab. Das Sporenpulver ist weiß. Der Stiel ist 2–5 cm lang und 0,5 bis 1,2 cm dick, er steht zentral oder etwas exzentrisch und mit einer Art „Wurzel“ im Substrat verankert, er ist feinfilzig, klebrig und blass ocker gefärbt.

## Ökologie und Phänologie
Der Harzige Sägeblättling ist ein saprophytischer Holzbewohner, der Nadelholz in Mitteleuropa, bevorzugt Fichte und Weißtanne, besiedelt. Die Art tritt gesellig an morschen Stubben und liegenden Stämmen auf. Die Art kommt in schattigen Tannen-, Fichten-Buchen-, Fichten-Tannen- und Fichtenwäldern auf frischen, meist sauren Böden vor.
Die Fruchtkörper erscheinen hauptsächlich von Juli bis Dezember, bei geeignetem Wetter auch in der übrigen Zeit.

## Verbreitung
Der Harzige Sägeblättling tritt in Nordamerika, Nordafrika (in Marokko in einer nichtharzenden Variante Lentinus adhaerens var. inadhaerens gefunden) und Europa auf, er ist überall selten. In Europa ist die Art aus Süd- und Südost-, Mittel- und Westeuropa bekannt, sie kommt hier in mediterranen bis gemäßigten, subozeanischen Gebieten vor. In Deutschland ist sie vor allem im Süden verbreitet und wird nördlich des 51. Breitengrades sehr selten.

## Bedeutung
Der Harzige Sägeblättling ist nicht essbar, als wirtschaftlich bedeutsamer Holzzerstörer tritt er nicht in Erscheinung.

### Einzelnachweis
1. ↑  
Henning Knudsen, Jan Vesterholt: Funga Nordica. Agaricoid, boletoid, clavarioid, cyphelloid and gastroid genera. 2. Auflage. Nordsvamp, Kopenhagen 2012, ISBN 978-87-983961-3-0, S. 109 (1083 Seiten, zwei Bände).